# Sharmeen Obaid Chinoy
Sharmeen Obaid Chinoy (en urdu: شرمین عبید چنائے; Karachi, 12 de noviembre de 1978) es una directora de cine, activista, autora y periodista pakistaní. Es conocida por su trabajo en películas que visibilizan la desigualdad de género. Ha recibido dos premios Oscar, seis premios Emmy y un premio Lux Style. En 2012, el gobierno de Pakistán la homenajeó con el Hilal-i-Imtiaz, el segundo reconocimiento civil más importante del país, y la revista Time la nombró una de las 100 personas más influyentes del mundo. Es la única directora de cine que ha ganado dos premios Oscar con 37 años.

## Trayectoria
Su padre, Sheikh Obaid, era un hombre de negocios que murió en 2010, y su madre, Saba Obaid, es trabajadora social. Tiene una hermana menor, Mahjabeen Obaid. Al mudarse a Estados Unidos para cursar estudios superiores, estudió en el Smith College, donde completó su licenciatura en Economía y Gobierno en 2002. Más tarde, cursó dos máster en la Universidad Stanford en Comunicación y Estudios de Política Internacional.
En 2002, regresó a Pakistán y comenzó su carrera como cineasta. En 2003 y 2004 realizó dos películas premiadas mientras estudiaba en la universidad. Luego comenzó una larga asociación con la serie de televisión de Frontline World de la cadena Public Broadcasting Service (PBS), donde cubrió "On a Razor's Edge" en 2004 y continuó durante los siguientes 5 años realizando muchos reportajes, videos y crónicas desde Pakistán. Sus producciones más notables incluyen Children of the Taliban, The Lost Generation, Afghanistan Unveiled, 3 Bahadur, Song of Lahore y las premiadas Salvar la cara y Una chica en el río. Sus contribuciones visuales le han valido numerosos premios, incluyendo el Oscar al mejor documental corto (2012 y 2016), el Emmy en la misma categoría (2010 y 2011) y el One World Media Award para el Periodista del Año (2007). Sus películas han sido transmitidas en varios canales internacionales, incluyendo PBS, CNN, Discovery Channel, Al Jazeera English y Channel 4.
Obaid también ha ganado seis premios Emmy, dos de ellos en la categoría de Documental de Actualidad, por las películas Pakistan's Taliban Generation y Salvar la cara. Su victoria en el Oscar por Salvar la cara la convirtió en la primera paquistaní en ganar un premio de la Academia,  y en una de las 11 directoras que han ganado este galardón por una película de no ficción. También es la primera no estadounidense en ganar el Premio Livingston para Jóvenes Periodistas. La aventura animada de 2015 3 Bahadur  la convirtió en la primera pakistaní en hacer un largometraje animado por ordenador.

## Filmografía
| Año  | Título                                        | Rol                  | Directora | Productora | Notas                           |
| ---- | --------------------------------------------- | -------------------- | --------- | ---------- | ------------------------------- |
| 2002 | Terror's Children                             | Reportera            | Sí        | Sí         |                                 |
| 2003 | Reinventing the Taliban?                      | Reportera            | Sí        | Sí         |                                 |
| 2004 | On a Razor's Edge                             | Reportera            | Sí        | Sí         |                                 |
| 2005 | Women of the Holy Kingdom                     | Reportera            | Sí        | Sí         |                                 |
| 2005 | Pakistan's Double Game                        | Reportera            | Sí        |            |                                 |
| 2006 | Highway of Tears                              | Reportera            | Sí        |            |                                 |
| 2006 | City of Guilt                                 | Reportera            |           | Sí         |                                 |
| 2006 | Cold Comfort                                  | Reportera            | Sí        | Sí         |                                 |
| 2006 | The New Apertheid                             | Reportera            | Sí        |            |                                 |
| 2006 | Assimilation No, Integration Yes              | Reportera            | Sí        |            |                                 |
| 2007 | Afghanistan Unveiled                          | Reportera            |           | Sí         |                                 |
| 2007 | Birth of a Nation                             | Reportera            | Sí        |            |                                 |
| 2008 | Iraq: The Lost Generation                     | Reportera            |           | Sí         |                                 |
| 2009 | Pakistan's Taliban Generation                 | Reportera            |           | Sí         |                                 |
| 2010 | Transgender: Pakistan's Open Secret           | Reportera            | Sí        |            |                                 |
| 2012 | Salvar la cara                                | Reportera            | Sí        | Sí         | Óscar al mejor documental corto |
| 2013 | Humaira: The Dream Catcher                    | Reportera            | Sí        | Sí         |                                 |
| 2014 | Seeds of Change                               | Reportera            | Sí        | Sí         |                                 |
| 2014 | Aghaz e Safar                                 |                      |           | Sí         | Serie de televisión             |
| 2015 | 3 Bahadur                                     |                      | Sí        | Sí         |                                 |
| 2015 | A Girl in the River: The Price of Forgiveness |                      | Sí        | Sí         | Óscar al mejor documental corto |
| 2015 | Song of Lahore                                |                      | Sí        | Sí         |                                 |
| 2016 | 3 Bahadur: The Revenge of Baba Balaam         |                      | Sí        | Sí         |                                 |
| 2017 | Home 1947                                     | Curadora             |           |            |                                 |
| 2017 | Look But With Love                            |                      |           |            |                                 |
| 2018 | 3 Bahadur: Rise of the Warriors               |                      | Sí        | Sí         |                                 |
| 2018 | Aagahi                                        | Creadora             |           |            |                                 |
| 2018 | Climate Change Animated Series                |                      |           |            |                                 |
| 2019 | Sitara: Dejad soñar a las niñas               | Creadora & Guionista | Sí        | Sí         |                                 |
| 2022 | Ms. Marvel                                    |                      | Sí        |            |                                 |

## Premios y distinciones
Premios Óscar
| Año  | Categoría              | Trabajo nominado                              | Resultado |
| ---- | ---------------------- | --------------------------------------------- | --------- |
| 2012 | Mejor documental corto | Salvar la cara                                | Ganadora  |
| 2016 | Mejor documental corto | A Girl in the River: The Price of Forgiveness | Ganadora  |